# Marcelo Campo
Marcelo Campo (Quilmes, Argentina; 1 de julio de 1957-Uruguay; 26 de junio de 2021) fue un rugbista argentino que se desempeñó como wing.

## Carrera
Desarrolló toda su carrera en el Club Pueyrredón, al que llevó a su mejor época junto a compañeros como Ricardo Landajo y Martín Sansot.
Fue seleccionado a Sudamérica XV para participar de las giras a Sudáfrica 1980 y 1984, donde enfrentó a los Springboks. En total jugó 6 partidos y marcó un try.

## Selección nacional
Fue convocado a los Pumas por primera vez en octubre de 1978 por la gira a Europa; en esta gira le marcó un try muy recordado a los England Saxons que permitió el empate histórico. En total jugó veinte partidos y marcó treinta y dos puntos, productos de ocho tries (un try valía cuatro puntos hasta 1992).

### Participaciones en Copas del Mundo
Participó del Mundial de Nueva Zelanda 1987 donde fue titular en las caídas ante los Flying Fijians y los All Blacks.
| Mundial                       | Sede          | Resultado      | PJ | Tries |
| ----------------------------- | ------------- | -------------- | -- | ----- |
| Copa Mundial de Rugby de 1987 | Nueva Zelanda | Fase de grupos | 2  | 0     |